# Чоловіча збірна Фінляндії з волейболу
Збірна Фінляндії з волейболу (фін. Suomen miesten lentopallomaajoukkue) — чоловіча волейбольна збірна, яка представляє Фінляндію на міжнародних змаганнях з волейболу.

## Результати

### Чемпіонати світу
| Чемпіонати світу | Чемпіонати світу          | Чемпіонати світу   | Чемпіонати світу   | Чемпіонати світу   |
| Рік              | Раунд                     | Позиція            |                    |                    |
| ---------------- | ------------------------- | ------------------ | ------------------ | ------------------ |
| 1949             | Не кваліфікувалися        | Не кваліфікувалися | Не кваліфікувалися | Не кваліфікувалися |
| 1952             | Втішний раунд             | 11-е місце         |                    |                    |
| 1956— 1960       | Не кваліфікувалися        | Не кваліфікувалися | Не кваліфікувалися | Не кваліфікувалися |
| 1962             | Втішний раунд             | 18-е місце         |                    |                    |
| 1966             | Втішний раунд 17–22 місця | 19-е місце         |                    |                    |
| 1970             | Втішний раунд 17–24 місця | 20-е місце         |                    |                    |
| 1974             | Не кваліфікувалися        | Не кваліфікувалися | Не кваліфікувалися | Не кваліфікувалися |
| 1978             | Втішний раунд             | 17-е місце         |                    |                    |
| 1982             | Втішний раунд             | 17-е місце         |                    |                    |
| 1986— 2010       | Не кваліфікувалися        | Не кваліфікувалися | Не кваліфікувалися | Не кваліфікувалися |
| 2014             | Другий раунд              | 9-е місце          |                    |                    |
| \ 2018           | Другий раунд              | 16-е місце         |                    |                    |
| \ 2022           | Не кваліфікувалися        | Не кваліфікувалися | Не кваліфікувалися | Не кваліфікувалися |

### Світова ліга
| 1990–1992 | Не кваліфікувалися | Не кваліфікувалися | Не кваліфікувалися | Не кваліфікувалися |
| 1993      | 12-е місце         |                    |                    |                    |
| 1994–2005 | Не кваліфікувалися | Не кваліфікувалися | Не кваліфікувалися | Не кваліфікувалися |
| 2006      | 10-е місце         |                    |                    |                    |
| 2007      | 7-е місце          |                    |                    |                    |
| 2008      | 10-е місце         |                    |                    |                    |
| 2009      | 8-е місце          |                    |                    |                    |
| 2010      | 13-е місце         |                    |                    |                    |
| 2011      | 10-е місце         |                    |                    |                    |
| 2012      | 13-е місце         |                    |                    |                    |
| 2013      | 16-е місце         |                    |                    |                    |
| 2014      | 16-е місце         |                    |                    |                    |
| 2015      | 15-е місце         |                    |                    |                    |
| 2016      | 17-е місце         |                    |                    |                    |
| 2017      | 21-е місце         |                    |                    |                    |

### Ліга Націй
| 2018 | Не кваліфікувалися | Не кваліфікувалися | Не кваліфікувалися |
| 2019 | Не кваліфікувалися | Не кваліфікувалися | Не кваліфікувалися |
| 2021 | Не кваліфікувалися | Не кваліфікувалися | Не кваліфікувалися |

### Чемпіонати Європи
| 1948–1951 | Не кваліфікувалися        | Не кваліфікувалися | Не кваліфікувалися | Не кваліфікувалися |
| 1955      | Втішний раунд 9-14 місця  | 11-е місце         |                    |                    |
| 1958      | Втішний раунд 9-16 місця  | 14-е місце         |                    |                    |
| 1963      | Втішний раунд 9-17 місця  | 14-е місце         |                    |                    |
| 1967      | Втішний раунд 17-20 місця | 17-е місце         |                    |                    |
| 1971      | Втішний раунд 13-17 місця | 13-е місце         |                    |                    |
| 1975      | Не кваліфікувалися        | Не кваліфікувалися | Не кваліфікувалися | Не кваліфікувалися |
| 1977      | Втішний раунд 9-12 місця  | 11-е місце         |                    |                    |
| 1979      | Не кваліфікувалися        | Не кваліфікувалися | Не кваліфікувалися | Не кваліфікувалися |
| 1981      | Втішний раунд 7-12 місця  | 9-е місце          |                    |                    |
| 1983      | Втішний раунд 7-12 місця  | 7-е місце          |                    |                    |
| 1985–1989 | Не кваліфікувалися        | Не кваліфікувалися | Не кваліфікувалися | Не кваліфікувалися |
| 1991      | Втішний раунд 5-8 місця   | 8-е місце          |                    |                    |
| 1993      | Попередній раунд          | 10-е місце         |                    |                    |
| 1995      | Не кваліфікувалися        | Не кваліфікувалися | Не кваліфікувалися | Не кваліфікувалися |
| 1997      | Попередній раунд          | 11-е місце         |                    |                    |
| 1999–2005 | Не кваліфікувалися        | Не кваліфікувалися | Не кваліфікувалися | Не кваліфікувалися |
| 2007      | Фінальний раунд           | 4-е місце          |                    |                    |
| 2009      | Плей-оф раунд             | 12-е місце         |                    |                    |
| \ 2011    | Чвертьфінал               | 8-е місце          |                    |                    |
| \ 2013    | Чвертьфінал               | 8-е місце          |                    |                    |
| \ 2015    | Плей-оф раунд             | 12-е місце         |                    |                    |
| 2017      | Плей-оф раунд             | 12-е місце         |                    |                    |
| \ 2019    | 1/8 фіналу                | 14-е місце         |                    |                    |
| \ 2021    | 1/8 фіналу                | 12-е місце         |                    |                    |
| 2023      | Майбутнє змагання         |                    |                    |                    |

- — країна-господар фінального турніру

### Волейбольна Євроліга
| Волейбольна Євроліга | Волейбольна Євроліга | Волейбольна Євроліга |
| Рік                  | Позиція              |                      |
| -------------------- | -------------------- | -------------------- |
| 2004                 | 6-е місце            |                      |
| 2005                 | 2                    |                      |
| 2006                 | Не кваліфікувалися   |                      |
| 2007                 | Не кваліфікувалися   |                      |
| 2008                 | Не кваліфікувалися   |                      |
| 2009                 | Не кваліфікувалися   |                      |
| 2010                 | Не кваліфікувалися   |                      |
| 2011                 | Не кваліфікувалися   |                      |
| 2012                 | Не кваліфікувалися   |                      |
| 2013                 | Не кваліфікувалися   |                      |
| 2014                 | Не кваліфікувалися   |                      |
| 2015                 | Не кваліфікувалися   |                      |
| 2016                 | Не кваліфікувалися   |                      |
| 2017                 | Не кваліфікувалися   |                      |
| 2018                 | 7-е місце            |                      |
| 2019                 | 11-е місце           |                      |
| 2021                 | Не кваліфікувалися   |                      |
| 2022                 | 13-е місце           |                      |